# Non Stop Rock’n Roll
Non Stop Rock’n Roll — третий студийный альбом норвежской глэм-метал группы Wig Wam. Вышел 21 января 2010 года, став первым альбомом группы, который вышел по всему миру.

## Создание
Альбом был записан и сведён на личной студии Wig Wam в Халдене. Гитарист Wig Wam Тронд Холтер спродюсировал всю пластинку..

## Релиз
25 февраля 2010 года группа приступила к съемкам клипа на заглавный сингл «Do You Wanna Taste It». Это был первый сингл Wig Wam, который не был выпущен в формате CD. Видео было выпущено Frontier Records на их официальном канале YouTube 9 марта 2010 года.

## Приём
| Оценки критиков | Оценки критиков |
| Источник        | Оценка          |
| --------------- | --------------- |
| VG              | [ 4 ]           |
| Classic Rock    | [ 5 ]           |

С момента выхода альбом получил в основном положительные отзывы критиков.

## Список композицийlisting
| №   | Название                  | Текст песни     | Музыка               | Длительность |
| --- | ------------------------- | --------------- | -------------------- | ------------ |
| 1.  | «Do Ya Wanna Taste It»    | Åge Sten Nilsen | Trond Holter, Nilsen | 2:57         |
| 2.  | «Walls Come Down»         | Nielsen         | Holter, Nilsen       | 3:58         |
| 3.  | «Wild One»                | Holter          | Holter               | 3:23         |
| 4.  | «C’mon Everybody»         | Brent Jansen    | Jansen               | 4:15         |
| 5.  | «Man in the Moon»         | Jansen          | Jansen               | 4:00         |
| 6.  | «Still I'm Burning»       | Holter          | Holter               | 3:34         |
| 7.  | «All You Wanted»          | Nielsen         | Nilsen               | 3:14         |
| 8.  | «Non Stop Rock’n Roll»    | Nielsen         | Holter, Nilsen       | 3:50         |
| 9.  | «From Here»               | Nielsen         | Nilsen, Holter       | 3:16         |
| 10. | «Rocket Through My Heart» | Simon Walker    | Nilsen, Tommy Berre  | 3:28         |
| 11. | «Chasing Rainbows»        | Jansen          | Jansen               | 4:56         |

| №                   | Название            | Текст песни         | Музыка              | Длительность |
| ------------------- | ------------------- | ------------------- | ------------------- | ------------ |
| 12.                 | «Gotta Get It On»   | Holter, Jansen      | Holter, Jansen      | 3:19         |
| Общая длительность: | Общая длительность: | Общая длительность: | Общая длительность: | 47:25        |

## Персоналии
Wig Wam
- Glam (Оге Стен Нильсен) — вокал
- Teeny (Тронд Хольтер) — гитара
- Flash (Бернт Янсен) — бас-гитара
- Sporty (Эйстейн Андерсен) — барабаны

Продакшн
- Ремо Джи Манкебо — помощник инженера
- Бьорн Энгельманн — мастеринг

## Чарты
| Год  | Чарт                   | Место |
| ---- | ---------------------- | ----- |
| 2010 | Norwegian Albums Chart | 3     |

| Год  | Название               | Чарт                    | Место |
| ---- | ---------------------- | ----------------------- | ----- |
| 2010 | «Do Ya Wanna Taste It» | Norwegian Singles Chart | 11    |

## В культуре
Сокращенная версия трека «Do You Wanna Taste It» используется в качестве вступительной песни в опенинге сериала 2022 года «Миротворец». В этом эпизоде весь актёрский состав исполняет танец в постановке Чариссы-Ли Бартон со стоическим выражением лиц. Идея получила хороший приём, что возродило карьеру Wig Wam.

## Релиз
| Регион | Дата            | Лейбл               |
| ------ | --------------- | ------------------- |
| Европа | январь 21, 2010 | Bonnier Amigo Music |